# Walter de la Mare
Œuvres principales
- Du fond de l'abîme
- Le seigneur des poissons
- Miniature ou les Mémoires de Miss M.

Walter John de la Mare (en anglais [ˈdɛləˌmɛər]), né le 25 avril 1873 et mort le 22 juin 1956, est un écrivain britannique, auteur de romans et de nouvelles, aussi connu pour ses livres pour enfants et son poème The Listeners.

## Biographie
Né dans le Kent, à Charlton dans ce qui est maintenant le borough londonien de Greenwich, issu d’une famille de Huguenots français, descendant de la Famille Della Marra d'origines normandes, appartenant au baronnage italo-normand. Cette famille d'Italie méridionale, issue de la noblesse du duché de Normandie, se nomme à l'origine, de la Mare, importante famille de Normandie qui a fait souche autant en Méditerranée (Italie du Sud, Sicile) qu'en Angleterre, après l'invasion normande de 1066 et la conquête du pays par sa famille.
Il publie son premier livre, Songs of Childhood, sous le nom de Walter Ramal. Il travailla dans le département de statistiques du bureau londonien de Standard Oil pendant dix-huit ans pour subvenir aux besoins de sa famille, mais trouva cependant le temps d'écrire, et en 1908, grâce au soutien de Sir Henry Newbolt, il reçut une pension de la Liste civile qui lui permit de se consacrer à l'écriture.
L'un des centres d'intérêt de Walter de la Mare était l'imagination, qu'il mit en œuvre à la fois dans ses livres pour la jeunesse et dans le reste de ses écrits. Cela lui amena la popularité pour ses textes pour enfants, mais fit prendre moins au sérieux ses autres livres.
De la Mare a aussi écrit des histoires d'horreur psychologique : La Tante de Seaton et Du fond de l'abîme. Son roman de 1921, Memoirs of a Midget, reçut le James Tait Black Memorial Prize.
Il est mort à Twickenham, il a été diagnostiqué quelques années auparavant de la maladie de Parkinson. Ses cendres sont enterrés dans la cathédrale Saint-Paul de Londres.

## Œuvres
Français
- L'Amandier : nouvelles, Toulouse, Ombres, 1989 ; Payot-Rivages, 1993.
- Du fond de l'abîme : nouvelles, Toulouse, Ombres, 1989 ; Rivages, 1994.
- Henry Brocken (Henry Brocken 1904), Paris, Terrain vague, 1990.
- À première vue (At first sight, 1930), Toulouse, Ombres, 1991 ; Rivages, 1997.
- L'orgie : une idylle (The orgy), Toulouse, Ombres, 1993.
- Le retour (The return, 1910), Paris, Terrain vague, 1991.
- Le seigneur des poissons (The Lord Fish, 1930), Paris, Gründ, 1999.
- Miniature ou les Mémoires de Miss M. (Memoirs of a Midget, 1921) préfacé par Mario Praz, Paris, Terrain vague, 1989.
- Les Trois Malla-moulgars, Paris, Callidor, 2023.

Anglais
- Songs of Childhood (1902)
- The Listeners (1912) (poème)
- Peacock Pie (1913) (poème)
- The Marionettes (1918) (poème)
- The Riddle and Other Stories (1923)
- Ding Dong Bell (1924)
- Broomsticks and Other Tales (1925)(children's stories)
- The Connoisseur and Other Stories (1926)
- On the Edge (1930)
- The Lord Fish (1930)(children's stories)
- The Walter de la Mare Omnibus (1933)
- The Wind Blows Over (1936)
- The Nap and Other Stories (1936)
- Stories, Essays and Poems (1938)
- The Best Stories of Walter de la Mare (1942)
- O Lovely England (1952) (poème)
- A Beginning and Other Stories (1955)
- Eight Tales (1971)

## Autres médias
- 1983 : Seaton's Aunt (TV) de Brian Parker
- 1952 : Tales of Tomorrow (série tv) Saison 2, Épisode 40, "What Dreams May Come" (1953)